# Avon Bridge
Die Avon Bridge ist eine Straßenbrücke in der schottischen Stadt Hamilton in der Council Area South Lanarkshire. 1971 wurde das Bauwerk in die schottischen Denkmallisten in die höchste Kategorie A aufgenommen.

## Beschreibung
Rund 200 m flussaufwärts der Brücke, am Rand des heutigen Chatelherault Hunting Parks, wurde im 16. Jahrhundert eine Brücke über das Avon Water errichtet. Diese wird heute als Old Avon Bridge bezeichnet. Die heute genutzte Avon Bridge wurde zwischen 1823 und 1825 erbaut. Den Entwurf lieferte der Ingenieur Thomas Telford, der zu den bedeutendsten schottischen Brückenkonstrukteuren seiner Zeit zählte. Die Avon Bridge war Teil der Straße zwischen Glasgow und Carlisle, mit deren Bau Telford zwischen 1815 und 1825 befasst war.
Der Mauerwerksviadukt überspannt das Avon Water am Ostrand von Hamilton mit einem Segmentbogen. Dieser weist eine lichte Weite von 24,8 m auf. Die Pfeilhöhe beträgt 13,7 m. Im Einklang mit Telfords üblicher Konstruktion einbögiger Brücken steht die Hohlbauweise der Zwickel. Lediglich eine Blendmauer mit vier Nischen zieht sich bis unter die Brüstung. An der Ostseite findet sich noch die historische Zollstation. Das Mauerwerk des einstöckigen Gebäudes besteht aus Steinquadern.
Die Avon Bridge führt die A72 (Hamilton–Galashiels) über das Avon Water. Durch die Einrichtung der M74, die nördlich an Hamilton vorbei nach Glasgow verläuft, verlor die A72 und damit die Avon Bridge für die Region an infrastruktureller Bedeutung.